# Hévíz SK
A Hévíz Sportkör egy 1949-ben alapított magyar labdarúgóklub. Székhelye Hévízen található.

## Korábbi nevei
- Hévízi Egyetértés SE 1948 - 1951
- Hévízi Lendület SK 1951 - 1955
- Hévízi Petőfi Sport Egyesület 1955
- Hévízi Bástya 1955 - 1957
- Hévízi KISZ Falusi SK 1959 - 1970
- Hévízi SK 1972 - 1998
- Royal Goldavis Hévíz FC 1999 - 2000
- Hévíz Futball Club 2000 - 2011
- Hévíz Sportkör 2011 -

## Játékoskeret
Utolsó módosítás: 2020. március 8.
*A vastaggal jelzett játékosok felnőtt válogatottsággal rendelkeznek.
**A dőlttel jelzett játékosok kölcsönben szerepelnek a klubnál.

| Meszám        | Név               | Nemzetiség | Születési hely | Születési idő (kor)           | Korábbi csapat                |
| Kapusok       | Kapusok           | Kapusok    | Kapusok        | Kapusok                       | Kapusok                       |
| ------------- | ----------------- | ---------- | -------------- | ----------------------------- | ----------------------------- |
| 1             | Czirjék Zoltán    | magyar     | Budapest       | 1990. május 9. (34 éves)      | Andráshida SC                 |
| 17            | Benke András      | magyar     | Budapest       | 2000. február 27. (25 éves)   | BFC Siófok                    |
| -             | Jánosa Tibor      | magyar     | Keszthely      | 1979. augusztus 14. (45 éves) | FC Ajka                       |
| Védők         |                   |            |                |                               |                               |
| 2             | Pödör Regő        | magyar     | Keszthely      | 2000. március 14. (25 éves)   | Zalaszentgróti VFC            |
| 3             | Tratnyek Dániel   | magyar     | Nagyatád       | 1999. augusztus 23. (25 éves) | Kaposvári Rákóczi FC          |
| 6             | Giber Péter       | magyar     | Keszthely      | 1999. március 13. (26 éves)   | utánpótlásból került fel      |
| 7             | Tóth Gergő        | magyar     | Keszthely      | 1998. március 25. (26 éves)   | Illés Béla Labdarúgó Akadémia |
| 11            | Nedelkó János     | magyar     | Nagykanizsa    | 1995. december 31. (29 éves)  | Lenti TE                      |
| 22            | Farkas Dániel     | magyar     | Győr           | 2000. február 27. (25 éves)   | Pápai Perutz FC               |
| 24            | Csibra Dániel     | magyar     | Budapest       | 1999. június 2. (25 éves)     | BFC Siófok                    |
| 25            | Sebestyén Lóránt  | magyar     | Keszthely      | 2001. január 29. (24 éves)    | Zalaegerszegi TE FC           |
| -             | Kovács Gergő      | magyar     | Ajka           | 1989. október 30. (35 éves)   | FC Ajka                       |
| Középpályások |                   |            |                |                               |                               |
| 8             | Szökrönyös Dániel | magyar     | Zalaegerszeg   | 1999. szeptember 3. (25 éves) | NK Nafta Lendava              |
| 9             | Török Milán       | magyar     | Nagykanizsa    | 1996. augusztus 9. (28 éves)  | Szombathelyi Haladás          |
| 10            | Horváth Márió     | magyar     | Keszthely      | 1996. december 3. (28 éves)   | utánpótlásból került fel      |
| 14            | Pajor Imre        | magyar     | Tapolca        | 1996. július 3. (28 éves)     | Andráshida SC                 |
| 16            | Németh Álmos      | magyar     | Zalaegerszeg   | 2000. január 22. (25 éves)    | Zalaegerszegi TE FC           |
| 21            | Németh Erik       | magyar     | Zalaegerszeg   | 2000. június 1. (24 éves)     | Zalaegerszegi TE FC           |
| Támadók       |                   |            |                |                               |                               |
| 23            | Bontó Marcell     | magyar     | Keszthely      | 1999. február 3. (26 éves)    | Andráshida SC                 |
| 26            | Vass György       | magyar     | Zalaegerszeg   | 1999. április 29. (25 éves)   | Zalaegerszegi TE FC           |

## Híres játékosok
- Babati Ferenc
- Koplárovics Béla
- Molnár László
- Pomper Tibor
- Somogyi Csaba
- Szűcs Lajos

## Sikerek
NB II
- 5. helyezett: 2000-01

NBIII
- Bajnok: 1999-00, 2008-09
- Bronzérmes: 1996-97, 2007-08, 2010-11

Megye/Vármegye I.
- Bajnok: 1980-81, 1990-91, 2013-14, 2015-16